# 아트멜

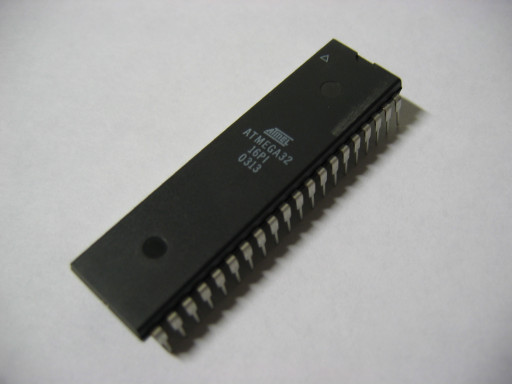
아트멜 ATMEGA32 마이크로컨트롤러

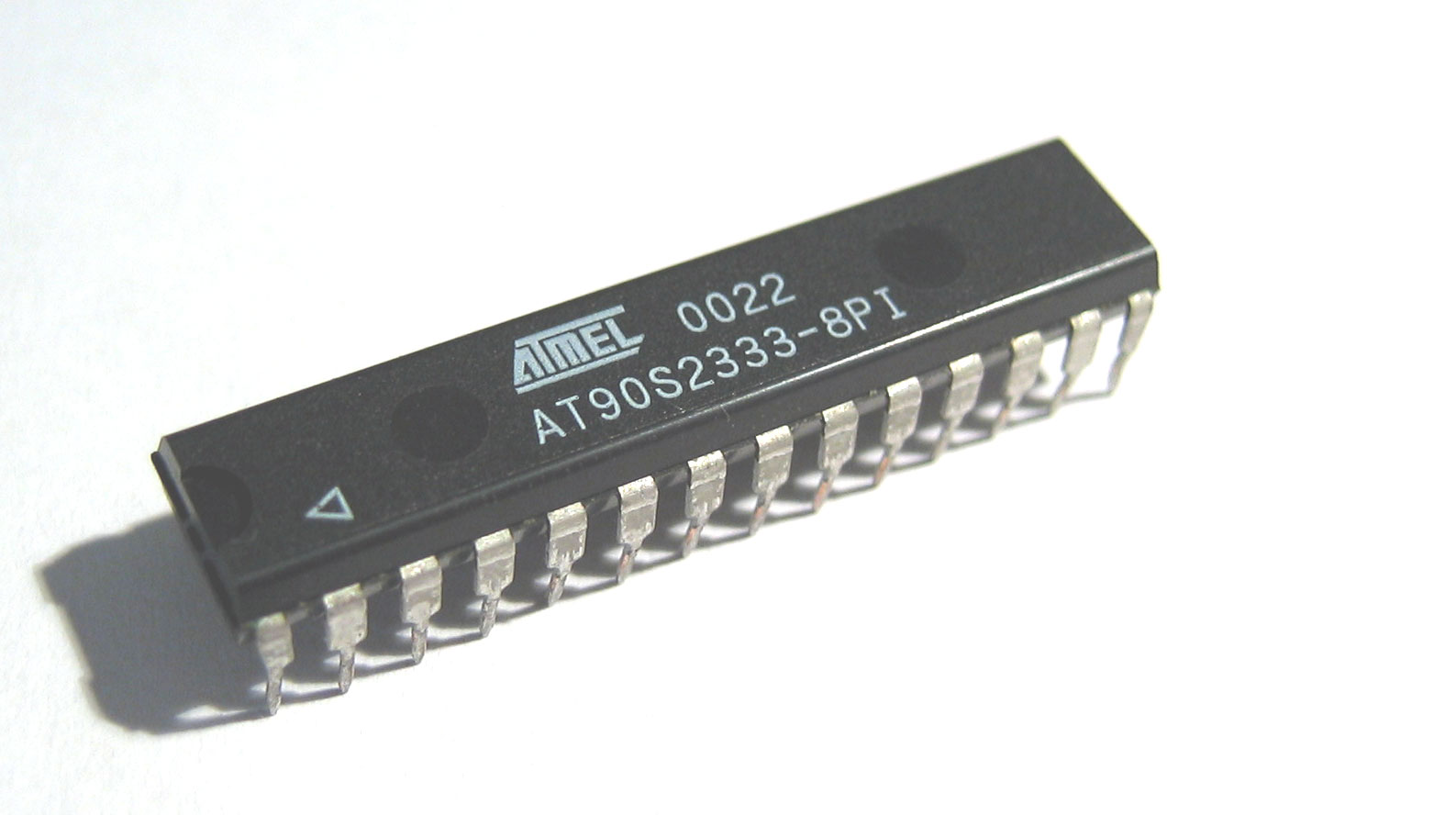
아트멜 AT90S2333 마이크로컨트롤러

아트멜 (Atmel Corporation, 나스닥: ATMEL)은 1984년에 창립된, 반도체 제조회사이다. 아트멜이 집중한 것은 플래시 마이크로컨트롤러 주변에 시스템 수준의 솔루션을 집적하는 것이다. 아트멜의 제품은 마이크로컨트롤러와(8051 파생제품과 AT91SAM과 AT91CAP ARM 기반 코어가 추가된 제품을 포함), 아트멜의 아트멜 AVR과 AVR32 아키텍처, 라디오 주파수 (RF) 소자, 이이피롬과 플래시 메모리 소자와(데이터플래시 기반 메모리를 포함), 다양한 가전제품용 소자를 생산한다. 아트멜은 표준형 소자, 고객의 요청에 따라서 주문형 반도체나 ASSP도 판매한다. 경우에 따라서 아트멜은 칩기반 시스템 솔루션을 제공할 수 있다.
아트멜 소자는 소비자, 통신, 컴퓨터 네트워킹, 산업, 의료기기, 자동차, 우주항공과 군장비를 포함하여 다양한 응용부품으로 사용된다. 아트멜은 보안 시스템, 특히 스마트 카드 시장에서 선두기업이다.
아트멜의 사장과 최고경영자는 스티븐 롭이다.
아트멜은 4개의 반도체 설비를 소요하고 있다:
- 콜로라도스프링스(미국)에 있는 팹5
- 하일부론(독일)에 있는 팹6 (매각중)
- 로세트(프랑스)에 있는 팹7
- 노스타인사이드(영국)에 있는 팹 9 (관례적으로 폐쇄하는 조건으로, 매각됨)

아트멜은 노스타인사이드 팹을 매각한다고 2007년 10월 8일에 발표하였다. 제조장비는 타이완 세미컨덕터 매뉴팩처링 컴패니 사(TSMC)에 매각되었고 부지와 부지에 세워진 시설물은 인접한 사업용 공원(코볼트 비즈니스 파크)을 소유하고 있는 하이버드 비즈니스 파크 사에 매각되었다. 아마도 부지는 회사 사무실 공간으로 재개발될 것이다. 제조를 중단하는 2008년 초에 팹의 폐쇄로 인해 600명 인원이 직장을 잃었다.
아트멜의 경쟁사는 ST마이크로일렉트로닉스, 텍사스 인스트루먼트, 프리스케일 세미컨덕터, 아날로그 디바이시스와 마이크로칩 테크날로지가 있다.

## 논쟁
공식적인 회장이며 CEO인, 조지 펄레고스는, 아트멜의 여행담당자에 의한 도난에 대하여 8개월 동안 조사한 이후에 해고되었다. 이사회는 조지 펠레고스와 (아트멜의 전무이사인) 그의 형 거스트가 235,000 달러의 회사돈을 자신과 친척들을 위해서 비행기표를 구매하는데 사용한 혐의로 고소하였다. 그러나, 델라웨어 대법관 법정은 "조사와 판결의 철저함과 공정성에 대하여 불편함"이라고 발표하였다.
2006년 8월에, 펠레고스는 대주주회의를 무산시킬려고 하는, 다섯명의 현이사회를 해임하는 회의에 소환되었다. 2007년 3월에, 델라웨어 대법관 법정은 대주주회의가 반드시 진행되어야 한다고 판결하였다. 페렐고스가 이사회를 해임하기 이전에 대주주회의는 마쳤지만, 이후에 회장직에서 물러나게 되었다. 이 해임은 특별한 대주주투표에 의하여 결정되었다. 회의는 5월 18일에 열렸다. 정식 투표집계자에 의하면, 펠레고스가 임명한 이사회중 한명은 30% 이하의 표를 모았으며, 적어도 50% 이상이 필요했다.

## 같이 보기
- AT91SAM
- AT91CAP
- 아트멜 AVR 계열
- AVR32